# Identidad de Euler

Función exponencial e^{z} puede definirse como el límite de una secuencia (1 + z/N)^{N}, con N tendiendo a infinito, y así e ^{iπ} es el límite de (1 + iπ/N)^{N}. Cada fotograma de esta animación muestra números (1 + iπ/N)^{k'}, donde k va de 0 a N y N toma varios valores crecientes de 1 a 100.

En matemáticas, la identidad de Euler es la igualdad:
{\displaystyle e^{i\pi }=-1}
donde:
{\displaystyle e} es el número de Euler, la base de los logaritmos naturales
{\displaystyle i} es la unidad imaginaria, que por definición satisface {\displaystyle i^{2}=-1}
{\displaystyle \pi } es el número pi, es la relación constante entre la longitud de una circunferencia y su diámetro en geometría euclidiana.
{\displaystyle 1} es el número uno, el elemento neutro de la multiplicación, y la división.
{\displaystyle 0} es el número cero, el elemento neutro entre la suma y la resta.
Esta identidad es considerada una belleza matemática por vincular distintas áreas de esa ciencia formal que parecen distintas y sin relación alguna a simple vista.

## Belleza matemática
La identidad de Euler se cita a menudo como ejemplo de belleza matemática profunda. Tres de las operaciones aritméticas básicas ocurren exactamente una vez cada una: suma, multiplicación y exponenciación. La identidad también relaciona cinco constantes matemáticas fundamentales:
- El número 0, la identidad aditiva.
- El número 1, la identidad multiplicativa.
- El número π (π = 3,1415...), la  constante del círculo fundamental.
- El número e (e = 2,718...), también conocido como número de Euler, que aparece ampliamente en análisis matemático.
- El número i, la unidad imaginaria de los números complejos.

Además, la ecuación se da en forma de una expresión puesta igual a cero, lo cual es una práctica común en varias áreas de las matemáticas.
El profesor de matemáticas Keith Devlin de la Universidad de Stanford ha dicho: "Como un soneto de Shakespeare que capta la esencia misma del amor, o una pintura que pone de manifiesto la belleza de la forma humana que es mucho más que la piel, la ecuación de Euler llega hasta lo más profundo de la existencia". Y Paul Nahin, profesor emérito de la Universidad de New Hampshire, que ha escrito un libro dedicado a la fórmula de Euler y sus aplicaciones en el análisis de Fourier, describe la identidad de Euler como "de una belleza exquisita".
La escritora de matemáticas Constance Reid ha opinado que la identidad de Euler es "la fórmula más famosa de todas las matemáticas". Y Benjamin Peirce, un filósofo, matemático y profesor de la Universidad de Harvard estadounidense del siglo XIX, tras demostrar la identidad de Euler durante una conferencia, afirmó que la identidad "es absolutamente paradójica; no podemos entenderla, y no sabemos lo que significa, pero la hemos demostrado, y por lo tanto sabemos que debe ser la verdad".
Una encuesta entre los lectores realizada por The Mathematical Intelligencer en 1990 nombró la identidad de Euler como el teorema más bello de las matemáticas. En otra encuesta entre los lectores realizada por Physics World en 2004, la identidad de Euler empató con las ecuaciones de Maxwell (del electromagnetismo) como la "mayor ecuación de la historia".
Se han publicado al menos tres libros de matemática popular sobre la identidad de Euler:
- La Fabulosa Fórmula del Dr. Euler: Cures Many Mathematical Ills, de Paul Nahin (2011).[9]
- Una ecuación de lo más elegante: La fórmula de Euler y la belleza de las matemáticas, de David Stipp (2017).[10]
- La ecuación pionera de Euler: El teorema más bello de las matemáticas, de Robin Wilson (2018).[11]

## Explicación

Fórmula de Euler para un ángulo general.

La identidad se deduce a partir de un caso especial de la Fórmula de Euler, la cual especifica que
{\displaystyle e^{ix}=\cos x+i\operatorname {sen} x\,\!}
para cualquier número real x, con los argumentos de las funciones trigonométricas sen y cos expresados en radianes. En particular si
{\displaystyle x=\pi \,\!}
entonces
{\displaystyle e^{i\pi }=\cos \pi +i\operatorname {sen} \pi \,\!}
y ya que 
{\displaystyle \cos \pi =-1\,\!}
y que
{\displaystyle \operatorname {sen} \pi =0\,\!}
se sigue que
{\displaystyle e^{i\pi }=-1+0\,\!}
Lo cual implica la identidad
{\displaystyle e^{i\pi }=-1\,\!}
Para una forma alternativa de notar que la identidad de Euler es tanto verdadera como profunda, supongamos que:
{\displaystyle x=i\pi ,\,\!}
en el desarrollo polinómico de e a la potencia x:
{\displaystyle e^{x}=1+x+{\frac {x^{2}}{2!}}+{\frac {x^{3}}{3!}}+{\frac {x^{4}}{4!}}+...,\,\!}
para obtener:
{\displaystyle e^{i\pi }=1+i\pi +{\frac {(i\pi )^{2}}{2!}}+{\frac {(i\pi )^{3}}{3!}}+{\frac {(i\pi )^{4}}{4!}}+...,\,\!}
simplificando (usando {\displaystyle i^{2}=-1}):
{\displaystyle e^{i\pi }=1+i\pi -{\frac {\pi ^{2}}{2!}}-{\frac {i\pi ^{3}}{3!}}+{\frac {\pi ^{4}}{4!}}+...,\,\!}
Al separar el segundo miembro de la ecuación en subseries real e imaginarias:
{\displaystyle i(\pi -{\frac {\pi ^{3}}{3!}}+{\frac {\pi ^{5}}{5!}}-{\frac {\pi ^{7}}{7!}}+...)=0\quad ;\quad (1-{\frac {\pi ^{2}}{2!}}+{\frac {\pi ^{4}}{4!}}-{\frac {\pi ^{6}}{6!}}+...)=-1\!}
Se puede comprobar la convergencia de estas dos subseries infinitas, lo cual implica
{\displaystyle e^{i\pi }=-1\,\!}

## Logaritmos de números negativos
El logaritmo natural de un número complejo {\displaystyle z=a+bi}, donde {\displaystyle a,b\in \mathbb {R} }, se define como: 
{\displaystyle \ln(z)=\ln |z|+i\arg(z)}
Donde {\displaystyle \arg(z)=\arg(a+bi)} es:
{\displaystyle \arg(a+bi)={\begin{cases}\arctan \left({\frac {b}{a}}\right)&\qquad a>0\\\arctan \left({\frac {b}{a}}\right)+\pi &\qquad a<0,b\geq 0\\\arctan \left({\frac {b}{a}}\right)-\pi &\qquad a<0,b<0\\+{\frac {\pi }{2}}&\qquad a=0,b>0\\-{\frac {\pi }{2}}&\qquad a=0,b<0\\{\text{indeterminado}}&\qquad a=0,b=0\end{cases}}}
Notar que con esta definición, arg(z) está en el intervalo {\displaystyle (-\pi ,\pi ]} (el argumento en este intervalo es conocido como el "valor principal del argumento" o simplemente "argumento principal"). Esta definición no es la única posible, ya que se pudo haber definido en  [0, 2π), etc.
Para logaritmos de otras bases, se tiene la siguiente relación mediante "cambio de base" :
{\displaystyle \log _{b}(z)={\frac {\ln(z)}{\ln(b)}}}
Por ejemplo :
{\displaystyle \ln(-1)=\ln |-1|+i\arg(-1)=\ln(1)+i\pi =i\pi }
Y también se cumple:
{\displaystyle \ln(-x)=\ln(x)+\ln(-1)=\ln(x)+i\pi ,x>0}.
Lo anterior se puede deducir de la definición. También se puede obtener {\displaystyle i\pi =\ln(-1)} a partir de la identidad de Euler, pero no es la razón de la deducción de ln(-1). Este detalle se explicará a continuación.
Se sabe que {\displaystyle e^{i\pi }=-1}, pero también es cierto que {\displaystyle e^{-i\pi }=-1} y {\displaystyle e^{3i\pi }=-1}. De hecho en general:
{\displaystyle e^{i\pi (2k+1)}=-1,k\in \mathbb {Z} }
El error que se puede cometer aquí, es que si {\displaystyle e^{a}=e^{b}}, entonces a = b. Lo anterior es válido si a y b son números reales, pero en complejos esto no se siempre se cumple. Por ende si bien  {\displaystyle e^{i\pi }=e^{-i\pi }=-1}, no es cierto que {\displaystyle i\pi =-i\pi }. De esta forma, se puede ver que:
{\displaystyle \ln(-1)=i\pi \neq -i\pi =-\ln(-1)}.
Antes se mencionó que si se puede obtener {\displaystyle i\pi =\ln(-1)} con la identidad de Euler, pero no es recomendable hacerlo, porque se puede cometer errores como lo descrito más arriba, ya que no siempre se cumple el hecho de que si {\displaystyle e^{a}=b} entonces a = ln(b).
Otro error es lo siguiente:
{\displaystyle \ln(-1)=\ln(-1/1)=\ln(1/-1)=\ln(1)-\ln(-1)=-i\pi }.
El error aquí ocurre en {\displaystyle \ln(1/-1)=\ln(1)-\ln(-1)}. Esto último no es correcto  y el motivo es que 
{\displaystyle \ln(1/-1)=\ln(1*(-1)^{-1})=\ln(1)+\ln((-1)^{-1})\neq \ln(1)+(-1)\ln(-1)=-i\pi }.
Porque {\displaystyle \ln(a^{b})=b\ln(a)} solo se cumple de manera general si a es positivo. Por un lado {\displaystyle \ln((-e)^{2})=\ln((e)^{2})=2}, pero  {\displaystyle 2\ln(-e)} no es real, puesto que ln(-e) no es un número real.

## Identidad aumentada
El número áureo (también llamado número de oro) es un número irracional, representado por la letra griega φ (phi) o Φ (Phi) = 1,61803398874988.... 
Una de sus propiedades es:
{\displaystyle \varphi -1=1/\varphi }
Por tanto:   {\displaystyle \varphi -1/\varphi =1}
Reemplazando '1' en la identidad de Euler, {\displaystyle e^{i\pi }+1=0}, se tiene:
{\displaystyle e^{i\pi }+({\displaystyle \varphi -1/\varphi })=0}
Por tanto:
{\displaystyle e^{i\pi }+{\displaystyle \varphi -1/\varphi }=0}
{\displaystyle {\frac {\varphi \cdot e^{i\pi }+\varphi ^{2}-1}{\varphi }}=0}
{\displaystyle \varphi \cdot e^{i\pi }+\varphi ^{2}-1=0}
Ordenando los términos de la ecuación queda:
{\displaystyle \varphi ^{2}+\varphi \cdot e^{i\pi }=1}
De esta manera se relacionan seis números muy utilizados, cinco operaciones de las matemáticas y la ecuación cuadrática.

### Interpretación geométrica
Cualquier número complejo {\displaystyle z=x+iy} puede ser representado por el punto {\displaystyle (x,y)} en el plano complejo. Este punto también puede representarse en Coordenadas polares como {\displaystyle (r,\theta )}, donde r es el valor absoluto de z (distancia desde el origen), y {\displaystyle \theta } es el argumento de z (ángulo en sentido antihorario desde el eje x positivo). Por las definiciones de seno y coseno, este punto tiene coordenadas cartesianas de {\displaystyle (r\cos \theta ,r\sin \theta )}, lo que implica que {\displaystyle z=r(\cos \theta +i\sin \theta )}. Según la fórmula de Euler, esto equivale a decir {\displaystyle z=re^{i\theta }}.
La identidad de Euler dice que {\displaystyle -1=e^{i\pi }}. Puesto que {\displaystyle e^{i\pi }} es {\displaystyle re^{i\theta }} para r = 1 y {\displaystyle \theta =\pi }, esto puede interpretarse como un hecho sobre el número -1 en el plano complejo: su distancia al origen es 1, y su ángulo desde el eje positivo x es {\displaystyle \pi } radianes.
Además, cuando cualquier número complejo z es multiplicado por {\displaystyle e^{i\theta }}, tiene el efecto de girar z en sentido antihorario un ángulo de {\displaystyle \theta } en el plano complejo. Puesto que la multiplicación por -1 refleja un punto a través del origen, la identidad de Euler puede interpretarse como que girar cualquier punto {\displaystyle \pi } radianes alrededor del origen tiene el mismo efecto que reflejar el punto a través del origen.  Del mismo modo, si {\displaystyle \theta } es igual a {\displaystyle 2\pi } se obtiene la ecuación {\displaystyle e^{2\pi i}=1,} que puede interpretarse como que girar cualquier punto un [[ángulo]|giro]] alrededor del origen lo devuelve a su posición original.

## Generalizaciones
La identidad de Euler es también un caso especial de una identidad más general: la suma de raíces de la unidad de grado n, si n > 1 es igual a 0
{\displaystyle \sum _{k=0}^{n-1}e^{2\pi i{\frac {k}{n}}}=0.}
La identidad de Euler es el caso cuando n=2
En otra área de las matemáticas, utilizando la exponenciación de  cuaterniones , se puede demostrar que una identidad similar también se aplica a los cuaterniones. Sean {i, j, k} elementos básicos. Entonces
{\displaystyle e^{{\frac {1}{\sqrt {3}}}(i\pm j\pm k)\pi }+1=0.}
En general, si se dan a1, a2,  a3 reales tales que a a12 + a22 + a32 = 1 , entonces
{\displaystyle e^{\left(a_{1}i+a_{2}j+a_{3}k\right)\pi }+1=0.}
Para octonions , con an real tal que  an , y con a12 + a22 + ... + a72 = 1
{\displaystyle e^{\left(a_{1}i_{1}+a_{2}i_{2}+\dots +a_{7}i_{7}\right)\pi }+1=0.}
{\displaystyle e^{\left(a_{1}i_{1}+a_{2}i_{2}+\dots +a_{7}i_{7}\right)\pi }=-1.}

## Historia
Si bien la identidad de Euler es un resultado directo de la fórmula de Euler, publicada en su obra monumental de análisis matemático en 1748, Introductio in analysin infinitorum, es cuestionable si el concepto particular de vincular cinco constantes fundamentales en una forma compacta se puede atribuir al propio Euler, ya que es posible que nunca lo haya expresado.
Robin Wilson afirma lo siguiente.

Hemos visto cómo [la identidad de Euler] se puede deducir fácilmente de los resultados de Johann Bernoulli y Roger Cotes, pero ninguno de ellos parece haberlo hecho. Incluso Euler no parece haberlo escrito explícitamente, y ciertamente no aparece en ninguna de sus publicaciones, aunque seguramente debe haberse dado cuenta de que se deriva inmediatamente de su identidad [es decir, Fórmula de Euler], eix = cos x + i sin x. Además, parece que se desconoce quién fue el primero en afirmar explícitamente el resultado….